# Rademin
Rademin è una frazione (Ortsteil) del comune tedesco di Arendsee (Altmark), situato nel circondario di Altmark Salzwedel, nel land della Sassonia-Anhalt.
Fino al 31 dicembre 2010 Rademin era un comune autonomo.